# Marco Franzoso

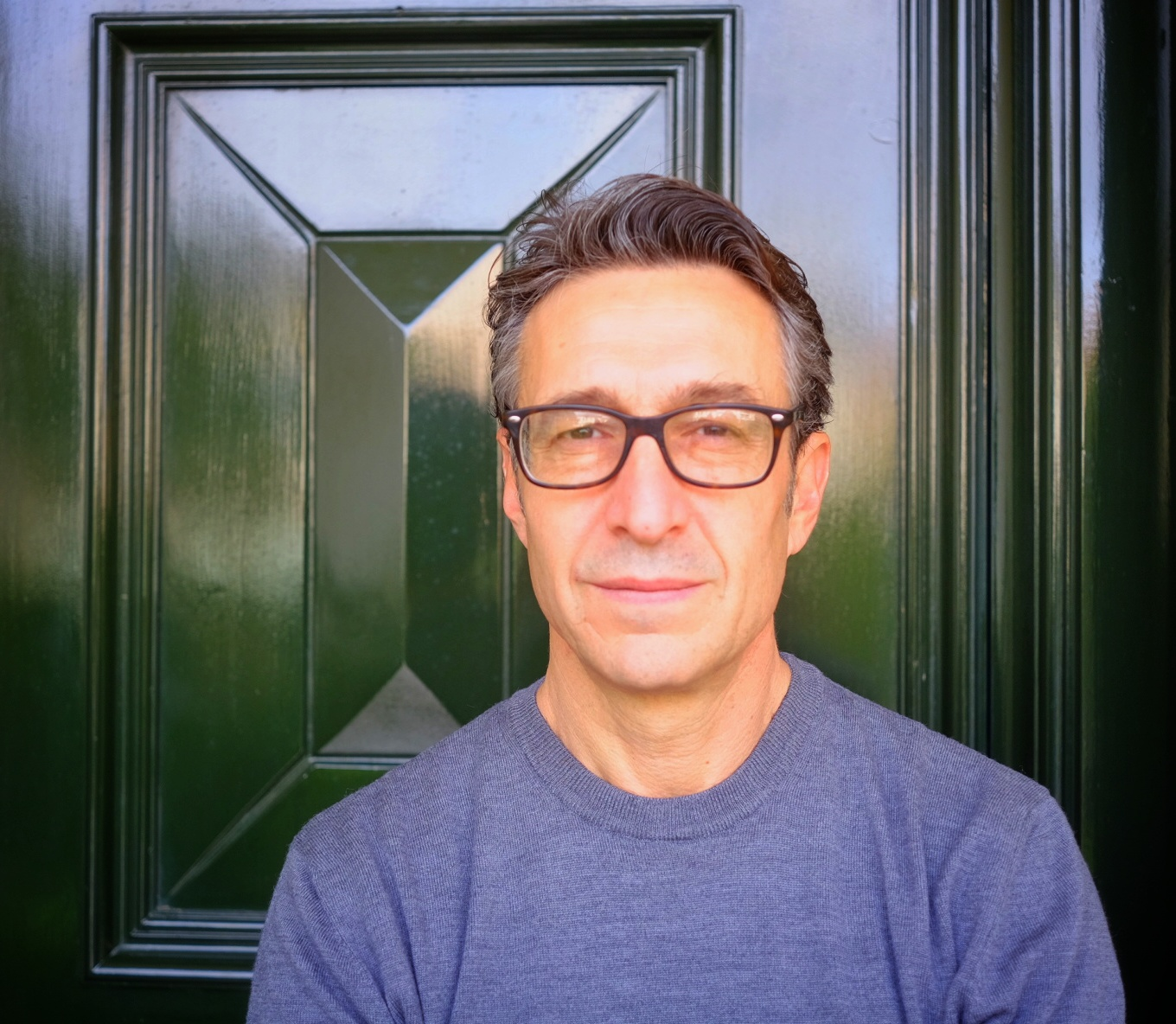
Marco Franzoso

Marco Franzoso (Dolo, 11 marzo 1965) è uno scrittore italiano.

## Biografia
Marco Franzoso è nato nel 1965 a Dolo, in provincia di Venezia. 
Si è laureato in Lettere all'Università degli Studi di Padova con una tesi sui Duran Duran, e in seguito ha conseguito un master in Comunicazione d'azienda all'Università Ca' Foscari Venezia. 
Ha esordito nel 1997 con il romanzo scritto in grammelot italo-veneto Westwood dee-jay (editore Baldini&Castoldi), da cui è stato tratto l’omonimo spettacolo teatrale rimasto in tournée per due anni. Nel 2003 per Marsilio ha pubblicato sempre in lingua grammelot Edisol-M. Water solubile. Nel 2006 ha curato con Romolo Bugaro la raccolta di racconti I nuovi sentimenti (ed. Marsilio) e pubblicato sempre per Marsilio il romanzo Tu non sai cos'è l'amore, vincitore del Premio Castiglioncello, e divenuto a sua volta spettacolo teatrale, presentato in anteprima nell’ambito delle manifestazioni del Carnevale di Venezia. Nel 2012 è uscito il romanzo parzialmente autobiografico Il bambino indaco (ed. Einaudi, 2012) da cui Saverio Costanzo ha realizzato il film Hungry Hearts, interpretato da Alba Rohrwacher e Adam Driver (entrambi premiati con la coppa Volpi al Festival di Venezia del 2014). Nel 2014 è uscito sempre per Einaudi il romanzo Gli invincibili che costituisce con i due precedenti una sorta di "trilogia dell'abbandono". 
Nel 2015, per l’editore Rizzoli ha pubblicato il romanzo Mi piace camminare sui tetti, nelle intenzioni dell’autore, primo volume di una “saga”. Nel 2018 L'innocente (Ed. Mondadori), vincitore nel 2019 del Premio Mondello. Lo stesso romanzo è stato opzionato per la realizzazione dell’omonimo film. Nel 2020 ha pubblicato Le parole lo sanno (Ed. Mondadori) e Il grande libro della scrittura (Ed. Il saggiatore). Nel 2022 per i tipi di Mondadori è uscito il romanzo La lezione.

## Temi centrali della sua scrittura
Da sempre Franzoso ha incentrato il suo lavoro sull’analisi del personaggio e della voce con cui farlo esprimere, vero perno di tutta la sua opera narrativa. La ricerca linguistica e stilistica è sempre stata al centro dei suoi interessi. Dalla sperimentazione dei primi due romanzi (Westwood dee-jay e Edisol-M. Water Solubile), in cui la scrittura è stata pensata con metodologie musicali più che narrative, è passato via via alla ricerca di strumenti sempre più affilati e sottili per parlare delle marginalità che si aprono nel nostro essere contemporaneo. Dalla questione di genere, innanzitutto, centrale nel romanzo Tu non sai cos’è l’amore, all’attenzione sempre più spiccata nei confronti dello spazio lasciato oggi al mondo dell’infanzia, come nel romanzo L'innocente e al tema della genitorialità come in Gli invincibili. Con la convinzione che scrivere storie sull’infanzia sia il modo migliore per parlare di ciò che noi adulti oggi siamo diventati. In questo, il dare voce a questi personaggi significa per l’autore mettersi in loro completo ascolto, per il lettore, trovare il modo per rispettarli e comprenderne le sensibilità, a volte schiacciate dalle esigenze di un presente sempre più pressante.

## Opere

### Romanzi e non-fiction
- Westwood dee-jay: il miracolo del Nord-Est, Milano, Baldini & Castoldi, 1998 ISBN 88-8089-655-5.
- Edisol-M. Water Solubile, Venezia, Marsilio, 2003 ISBN 88-317-8334-3.
- Tu non sai cos'è l'amore, Venezia, Marsilio, 2006 ISBN 88-317-8930-9.
- Il bambino indaco, Torino, Einaudi, 2012 ISBN 978-88-06-21014-4.
- Gli invincibili, Torino, Einaudi, 2014 ISBN 978-88-06-22104-1.
- Mi piace camminare sui tetti, Milano, Rizzoli, 2016 ISBN 978-88-17-08888-6.
- L'innocente, Milano, Mondadori, 2018 ISBN 978-88-04-70271-9.
- Le parole lo sanno, Milano, Mondadori, 2020 ISBN 978-88-04-70933-6.
- La lezione, Milano, Mondadori, 2022 ISBN 978-88-04-74637-9.
- Con Gino Cecchettin: Cara Giulia. Quello che ho imparato da mia figlia, Segrate, Rizzoli, 2024, ISBN 978-88-17188-62-3.

### Racconti
- Migrazione, in La felicità terrena di Giulio Mozzi, Ed. Einaudi, 1994
- La guardia, in Seimila raudi duemila paranoie, ed. Transeuropa, 1996
- Sesso estremo, in Amica, luglio 1998
- Seghe proustiane, in Sconfinare, Ed. Fernandel, 1999
- Una gravidanza serena, in Lo straniero, primavera 1999
- Ragazze del Nordest con Romolo Bugaro Venezia, Ed. Marsilio, 2010
- Dolore, in I nuovi sentimenti, Ed. Marsilio, 2006

### Saggi, articoli, prefazioni
- Lingua, terra e territorio, in Etats crepuscolars, Ed. Llibres de cuatros cantos, 2002
- Prefazione a La città di Miriam, (Fulvio Tomizza), Ed. Marsilio 2010
- Il padre materno, in Gli asini, dicembre 2014
- Il grande libro della scrittura, Il Saggiatore 2020

### Curatele
- I nuovi sentimenti, con Romolo Bugaro, Ed. Marsilio, 2006 ISBN 88-317-9101-X.

## Filmografia

### Attore
- A casa di Irma, regia di Alberto Bader (1999)

### Sceneggiatore
- Hungry Hearts, regia di Saverio Costanzo (2014), tratto dal romanzo Il bambino indaco (Ed. Einaudi)

## Teatro
- Westwood dee-jay, regia e interpretazione di Roberto Citran
- Tu non sai cos'è l'amore, regia di Giuseppe Emiliani, con Giancarlo Previati e Susanna Costaglione

## Premi e riconoscimenti
- Premio Castiglioncello 2006, Tu non sai cos'è l'amore
- Premio Mondello 2019, L'innocente